# Recurva postrema
Recurva postrema és una espècie de platihelmint dugèsid que habita a l'aigua dolça de l'illa de Rodes, Grècia. R. postrema és l'espècie tipus del gènere Recurva.
El nom específic fa referència a la localització de l'aparell copulador en una posició molt posterior.

## Morfologia
Els individus de R. postrema són allargats i prims. Presenten un cap arrodonit amb dos ulls. La faringe i l'òrgan copulador estan situats a l'extrem posterior del cos.